# Flaga Gadsdena

Flaga Gadsdena

Flaga Gadsdena (ang. Gadsden flag) – historyczna flaga amerykańska, która przedstawia ukazanego na żółtym tle, gotowego do ataku, zwiniętego w kłębek grzechotnika pospolitego. Pod wężem umieszczony jest napis DON'T TREAD ON ME (pol. „Nie depcz mnie”). Flaga została zaprojektowana przez amerykańskiego generała i polityka Christophera Gadsdena. Była używana przez Kontynentalną Piechotę Morską w czasie wojny o niepodległość Stanów Zjednoczonych.

## Geneza flagi
Grzechotnik pospolity i grzechotnik diamentowy występują na terytoriach trzynastu kolonii, które dały początek Stanom Zjednoczonym Ameryki. Po raz pierwszy grzechotnik pojawił się jako symbol tych terenów w publikacjach Benjamina Franklina. W komentarzu satyrycznym zamieszczonym w należącej do niego „Pennsylvania Gazette”, Franklin nawiązał do ówczesnej polityki brytyjskiej w zakresie wysyłania skazanych przestępców do Ameryki. Zasugerował wówczas, żeby podziękować Brytyjczykom wysyłając do Anglii grzechotniki.

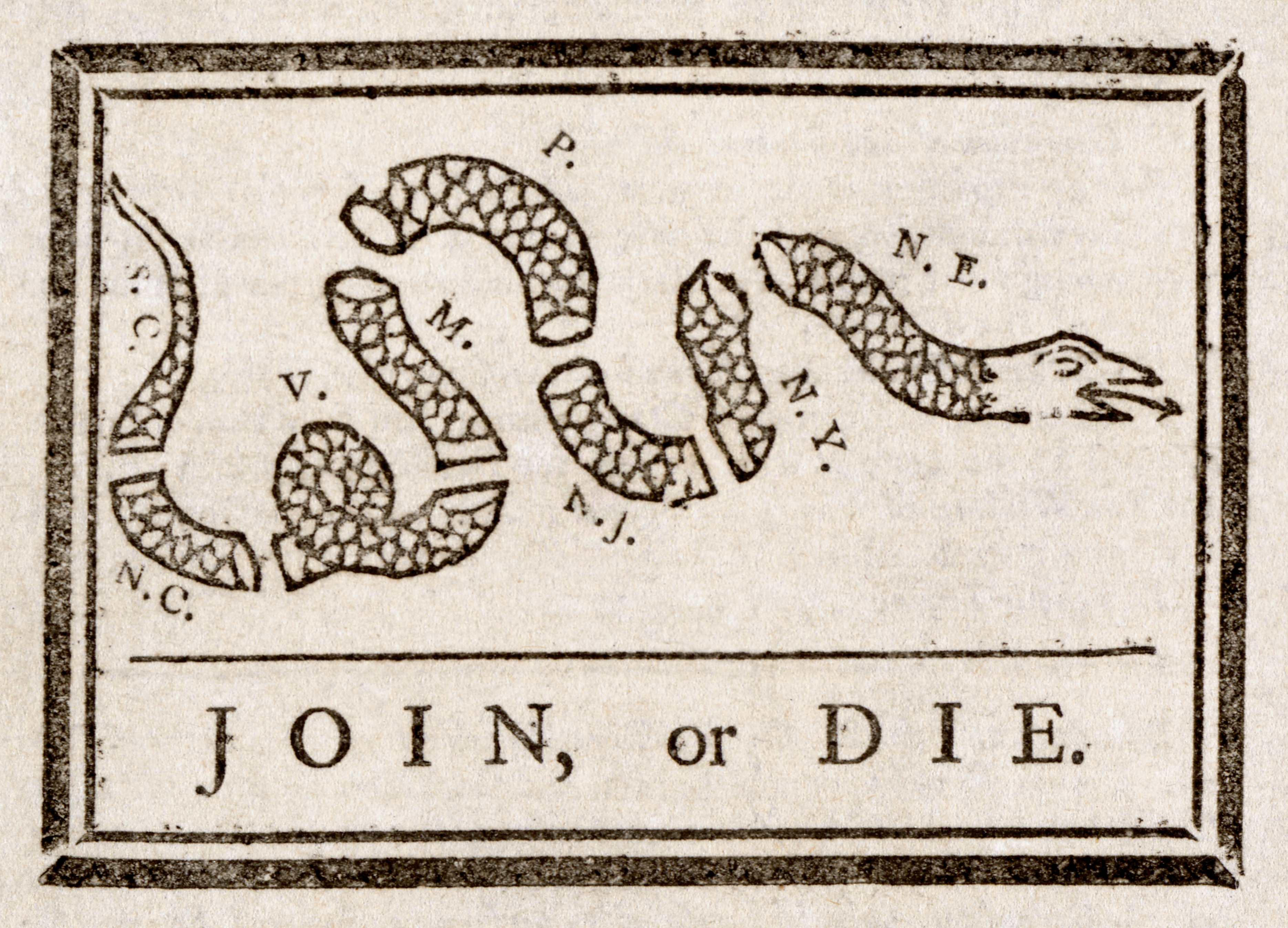
Grzechotnik na drzeworycie Benjamina Franklina

W 1754 roku, podczas brytyjskiej wojny z Indianami i Francuzami, Franklin opublikował słynny drzeworyt wyobrażający węża pociętego na osiem kawałków. Była to alegoria kolonii z Nową Anglią jako głową i Karoliną Południową jako ogonem – odpowiednio do ich rozmieszczenia wzdłuż wschodniego wybrzeża. Pod wężem znajdował się napis JOIN, OR DIE (pol. „Dołącz, albo zgiń”) – był to pierwszy polityczny rysunek opublikowany w gazecie amerykańskiej.
W miarę eskalacji działań wojennych grzechotnik postrzegany był coraz powszechniej jako symbol kolonii amerykańskich. W roku 1774, Paul Revere umieścił go pod tytułem swojej gazety, „Massachusetts Spy” jako węża, który walczy z brytyjskim smokiem. W grudniu 1775 roku, Beniamin Franklin opublikował w „Pennsylvania Journal” esej, w którym przekonywał, że grzechotnik jest doskonałym symbolem ducha amerykańskiego:
„Pamiętam, że jego oko wpatrzone było w jasność, inaczej niż u innych zwierząt, i że nie ma powiek – może zatem być cennym symbolem czujności. Nigdy nie rozpoczyna ataku, gdy jednak już się zaangażuje – nigdy się nie poddaje. Jest dzięki temu symbolem wielkoduszności i prawdziwej odwagi. Broń, którą dała mu natura, skrywa w podniebieniu – jakby obawiał się prowokowania walki. Dla niezorientowanych wydaje się najbardziej bezbronnym ze zwierząt. Nawet jeśli ta broń jest widoczna i wyciągnięta do obrony – wydaje się słaba i godna pogardy. Jednak rany jakie zadaje, chociaż niewielkie, są decydujące i śmiertelne. Świadomy tego, zanim zrani, zawsze daje wyraźny sygnał – nawet swojemu wrogowi – i ostrzega przed niebezpieczeństwem deptania po sobie. Czyżbym się mylił, sir, będąc przeświadczonym, że jest to wyraźny obraz temperamentu i zachowania się Ameryki?”

## Powstanie flagi

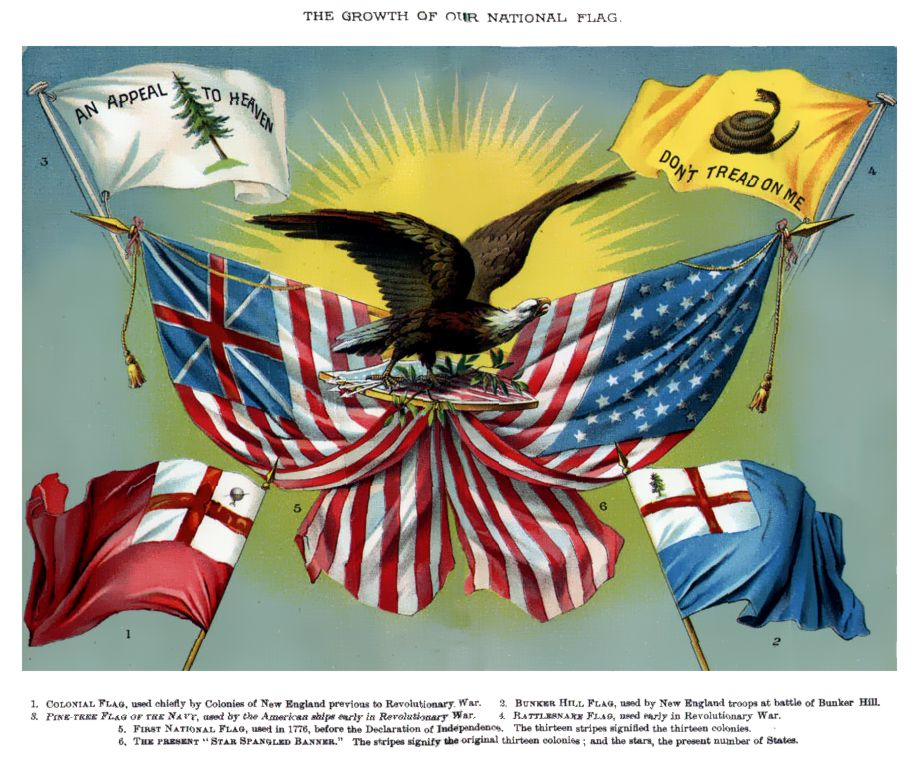
Flaga Gadsdena w podręczniku szkolnym z 1885 roku

Jesienią 1775 roku powołano do życia Marynarkę Wojenną Stanów Zjednoczonych, której zadaniem było przechwytywanie statków dostarczających broń brytyjskiej armii w koloniach. Żeby wesprzeć te działania, Drugi Kongres Kontynentalny ogłosił mobilizację pięciu kompanii piechoty celem przyłączenia ich do marynarki wojennej w jej inauguracyjnej misji. Pierwsi żołnierze piechoty morskiej zrekrutowani w Filadelfii nosili pomalowane na żółto bębny z wizerunkiem zwiniętego w kłębek grzechotnika z trzynastoma grzechotkami i mottem DON'T TREAD ON ME. To najstarsza odnotowana wzmianka o symbolice przyszłej flagi Gadsdena.
Na Kongresie Karolinę Południową reprezentował pułkownik Gadsden. Był jednym z siedmiu członków Komisji do spraw Piechoty Morskiej, która organizowała wyposażenie dla pierwszej misji morskiej. Przed jej wysłaniem, w grudniu 1775 roku, nowo mianowany dowódca naczelny marynarki, komandor Esek Hopkins, otrzymał od Gadsdena żółtą flagę z wizerunkiem grzechotnika, która, wywieszona na grotmaszcie, miała wyróżniać okręt flagowy.
W 1776 roku Gadsden zaprezentował kopię flagi w Kongresie Karoliny Południowej w Charleston. Fakt ten odnotowano w kongresowych dziennikach urzędowych:
Pułkownik Gadsden zaprezentował Kongresowi wzór, który ma być używany przez głównodowodzącego marynarki amerykańskiej. Jest to żółte pole ze znajdującym się pośrodku wizerunkiem gotowego do ataku grzechotnika oraz umieszczonymi poniżej słowami: DON'T TREAD ON ME!

## Nawiązania współczesne

### W polityce

Navy Jack Marynarki Wojennej Stanów Zjednoczonych z lat 1975–1976 i 2002–2019

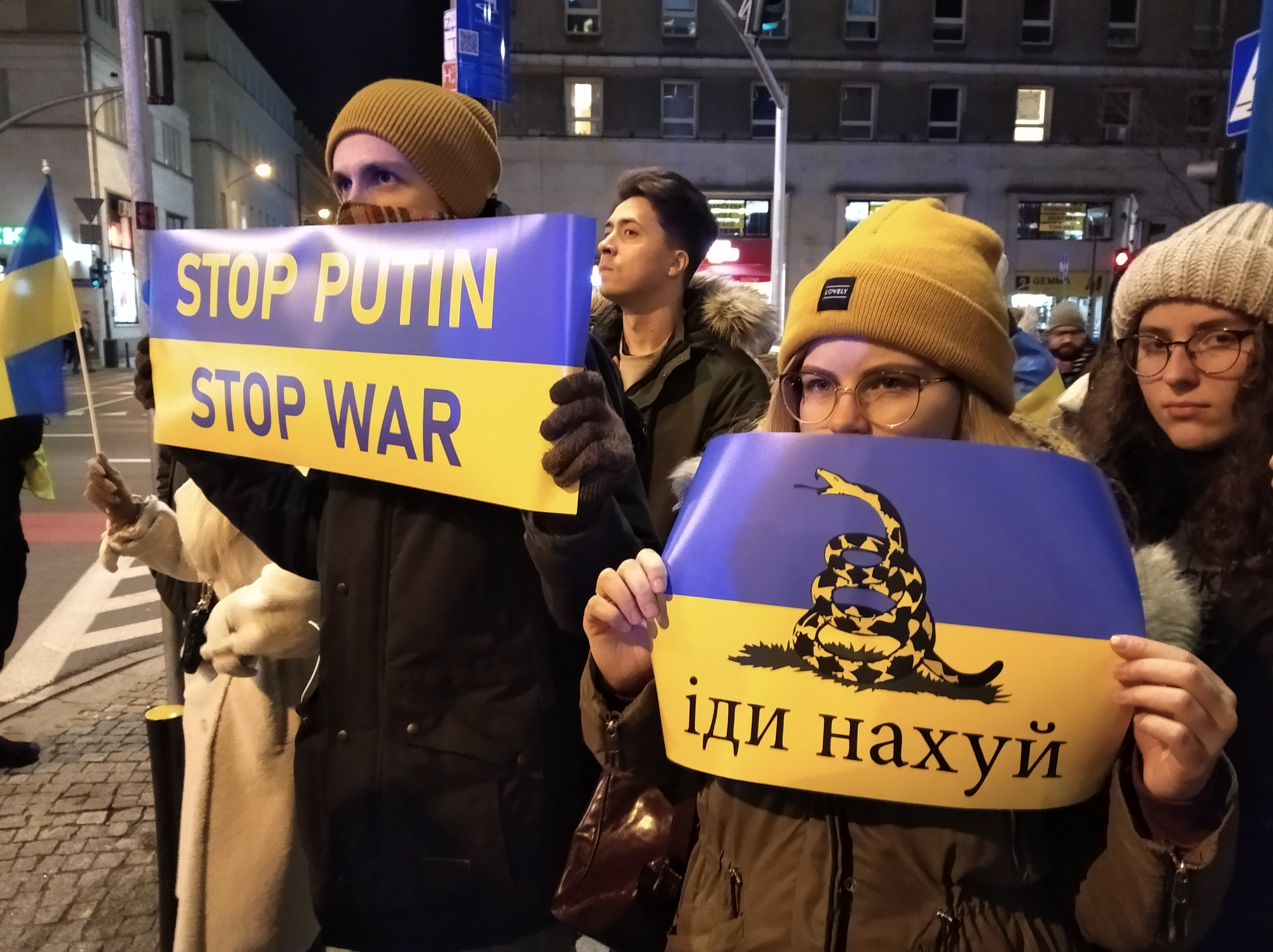
Wąż Gadsdena użyty w trakcie demonstracji przeciwko inwazji Rosji na Ukrainę (2022).

Flaga Gadsdena jest uważana za jedną z pierwszych flag Stanów Zjednoczonych. W późniejszych czasach została zastąpiona obecną flagą, znaną jako Stars and Stripes (pol. „Gwiazdy i Pasy”) lub Old Glory (pol. „Dawna Chwała”).
Ze względów historycznych flaga Gadsdena nadal jest popularna w Charleston, w Karolinie Południowej. Tam po raz pierwszy była prezentowana publicznie i tam powszechnie używano jej w czasie rewolucji amerykańskiej wraz z niebiesko-białą flagą stanową z symbolem półksiężyca.
Do flagi Gadsdena bezpośrednio odwołuje się swą symboliką obowiązujący w latach 1975–1976 i 2002–2019 Navy Jack Marynarki Wojennej Stanów Zjednoczonych.
Flaga Gadsdena to również jeden z symboli najczęściej wykorzystywanych przez libertarian na całym świecie.
Historyczna flaga Gadsdena używana była również jako symbol deklarowanego patriotyzmu, oporu przed rządem i walki o wolności obywatelskie. Od 2009 roku flagą tą posługują się zwolennicy ruchu TEA Party. W styczniu 2021 roku używali jej niektórzy uczestnicy ataku na Kapitol Stanów Zjednoczonych.

### W kulturze
Motyw węża z flagi Gadsdena został umieszczony przez zespół Metallica na okładce piątego albumu, noszącego tę samą nazwę co zespół, na którym ponadto na ścieżce 6. znalazł się utwór zatytułowany „Don't Tread On Me”. Z kolei zespół Iced Earth ma w swoim dorobku utwór o tytule „The Reckoning (Don't Tread On Me)”, zawarty na ścieżce 4. albumu The Glorious Burden.